# 17160 Jetly
A 17160 Jetly (ideiglenes jelöléssel (17160) 1999 LT10) a Naprendszer kisbolygóövében található aszteroida. A LINEAR projekt keretében fedezték fel 1999. június 8-án.